# Bruno Siegel
Bruno Siegel (* 10. September 1890 in Hilbersdorf; † 12. August 1949 in Coswig) war ein deutscher Arbeiterfunktionär, Politiker und Widerstandskämpfer.

## Leben
Siegel kam 1890 als eines von zwölf Kindern  einfacher Arbeiter in der Nähe von Freiberg zur Welt. Bereits früh musste er neben dem Volksschulbesuch für den Unterhalt der Familie mitarbeiten: Er verdiente Geld als Laufbursche eines Klempners, bei dem er ab 1904 auch in die Lehre ging. Nach Ende seiner Klempnerausbildung arbeitete er in verschiedenen Städten Deutschlands. Im Alter von 18 Jahren wurde er Mitglied der SPD. Es folgten Anstellungen in Cuxhaven (1909) und Hamburg. Hier wurde er 1911 zwangsgemustert und kam über Kiel und Wilhelmshaven im Jahr 1912 zur Mittelmeerdivision. Zwar war sein aktiver Militärdienst im Jahr 1914 beendet, doch blieb er aufgrund des Ausbruchs des Ersten Weltkriegs bei der Marine. Er war als Heizer auf der Goeben tätig, die im August 1914 die Sperre der britischen Flotte im Mittelmeer über Messina umgehen konnte. Siegel wurde im Krieg verwundet und kam 1917 in das Lazarett in Wilhelmshaven. Den Rest des Krieges verbrachte er bei der Luftschiffer-Abteilung in Nordholz. In Hamburg beteiligte er sich aktiv an der Novemberrevolution.
Siegel ging mit seiner Frau im Dezember 1918 nach Dresden, wo er als Klempner bei der Deutschen Reichsbahn im Reichsbahnausbesserungswerk Dresden angestellt wurde. Im Jahr 1919 trat er in die Unabhängige Sozialdemokratische Partei Deutschlands (USPD) und am Ende des Jahres 1920 wechselte er mit dem linken USPD-Flügel zur KPD. Er wurde bald darauf zum Vorsitzenden des Betriebsrats des RAW gewählt; im Betriebsrat saß zu dieser Zeit auch Emerich Ambros. Zudem war Siegel im Bezirksbetriebsrat tätig und Vorstandsmitglied des Deutschen Eisenbahner-Verbandes (DEV)/Einheitsverbandes der Eisenbahner Deutschlands (EdED) des Bezirks Sachsen. Ab 1925 war Siegel zugleich Funktionär in der Leipziger EdED-Ortsverwaltung. Als Mitglied der KPD-Bezirksleitung Ostsachsen betätigte er sich ab 1924 unter anderem als Referent und vertrat in den sächsischen Dienststellen der Reichsbahn die gewerkschaftspolitische Linie der KPD. Ab 1928/29 engagierte er sich für die Revolutionäre Gewerkschafts-Opposition (RGO). In der RGO übernahm er mehrere Funktionen. Er wurde deshalb aus dem EdED ausgeschlossen und übernahm von 1931 bis 1933 die Funktion des Zweiten Vorsitzenden des "Roten Eisenbahnerverbandes" der RGO in Sachsen.
Siegel war von 1926 bis 1933 Mitglied des Sächsischen Landtags und zeitweilig stellvertretender Fraktionsführer der KPD, wobei er von der Bezirksleitung der KPD Ostsachsen zur Wahl vorgeschlagen worden war. Im Jahr 1928 war er unter der Leitung von Ernst Thälmann Delegierter beim VI. Weltkongress der Kommunistischen Internationale, wo er unter anderem Clara Zetkin kennenlernte.
Nach der Machtergreifung der Nationalsozialisten ging Siegel im März 1933 zunächst in die Illegalität, erkrankte jedoch schwer und stellte sich daher 1933 der Polizei. Er kam über das Dresdner Polizeipräsidium in die Haftanstalt Mathildenstraße. Danach kam er in sogenannte Schutzhaft im KZ Colditz. Weitere Stationen wurden das KZ Sachsenburg und das Arbeitslager Augustusburg. Erst 1934 wurde Siegel schwerkrank entlassen, blieb jedoch unter polizeilicher Überwachung. Er verdiente sich in der Folgezeit seinen Lebensunterhalt als Seifenhändler und wurde schließlich 1935 Klempner bei Zeiss Ikon, wo er in einer Widerstandsgruppe aktiv mitarbeitete.

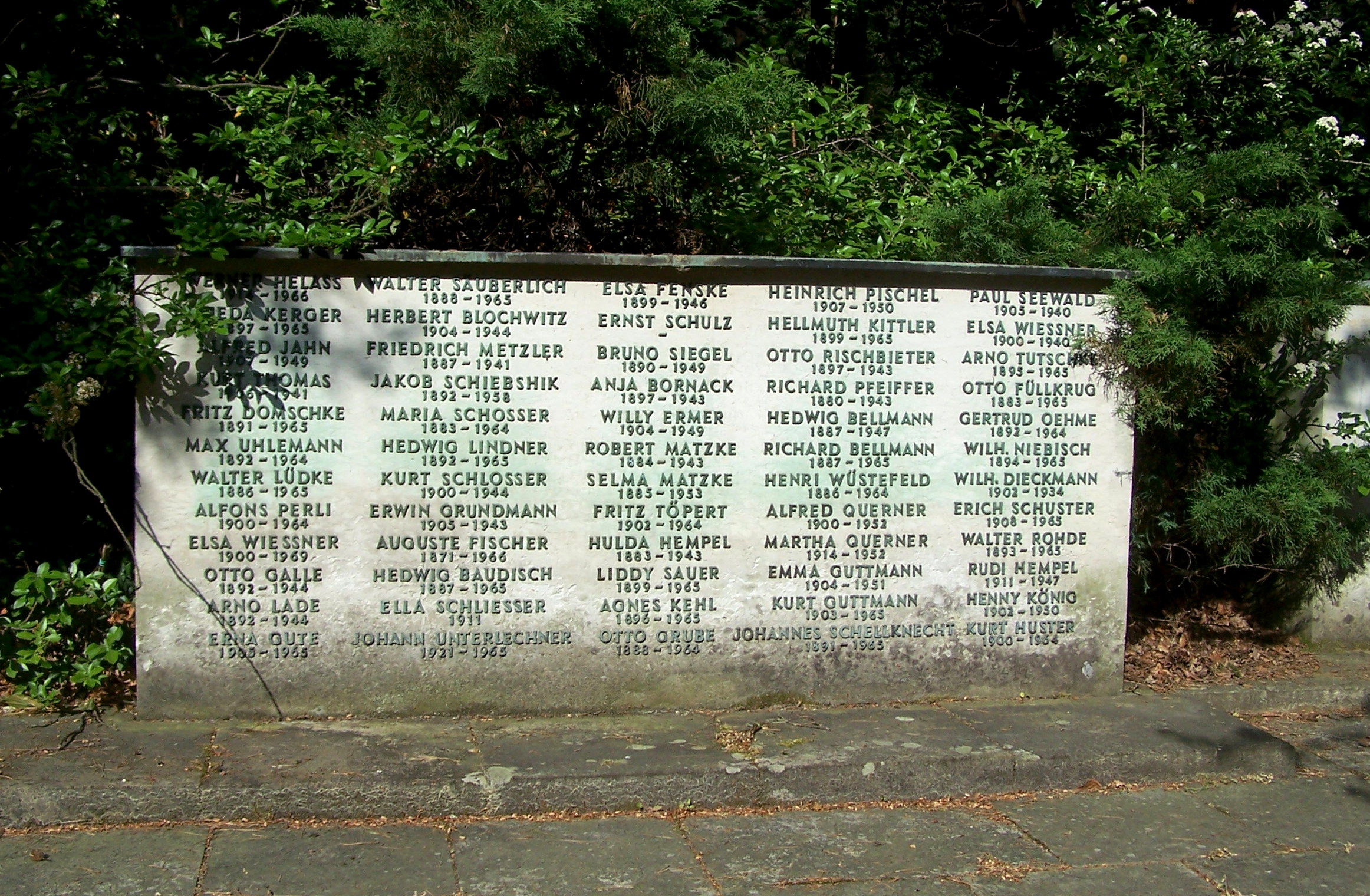
Urnengrab Bruno Siegels auf dem Heidefriedhof

Siegel wurde am 1. September 1939 erneut verhaftet und in das KZ Buchenwald verschleppt, jedoch Anfang 1940 wieder entlassen. Er setzte seine Arbeit bei Zeiss Ikon fort und betätigte sich erneut im Widerstand. Eine von der Gestapo geforderte Zusammenarbeit lehnte er ab, woraufhin er am 1. Juli 1941 erneut verhaftet wurde. Die Gestapo gab seine Verhaftung in einer Meldung wichtiger staatspolizeilicher Ereignisse am 4. Juli 1941 bekannt: „In der Hochverratssache Stein u[nd] A[ndere] nahm die Stapoleitstelle Dresden noch den Klempner Bruno Siegel […] in Haft. Siegel […] hatte sich wegen staatsfeindlicher Umtriebe bereits zweimal längere Zeit in Schutzhaft befunden. Er wird erneut beschuldigt, kommunistische Mundpropaganda getrieben und ausländische Sender abgehört zu haben.“ Am 21. Mai 1942 verurteilte ihn das Oberlandesgericht Dresden wegen "gemeinschaftlicher Vorbereitung zum Hochverrat" zu fünf Jahren Zuchthausstrafe. Er wurde in das Zuchthaus Waldheim gebracht, wo er als Klempner arbeiten musste. Anfang Mai 1945 wurde das Zuchthaus Waldheim befreit. Unter den Überlebenden befand sich auch Siegel, der jedoch infolge der Misshandlungen schwer erkrankt war. Zu seinen ersten Tätigkeiten in Freiheit gehörte die Herausgabe einer Tageszeitung für Döbeln im Auftrag der sowjetischen Kommandanten.
Nach der Befreiung kehrte Siegel bereits im Mai 1945 nach Dresden zurück und engagierte sich ab Juli 1945 für die Bildung freier Gewerkschaften im Organisierungsbereich Eisenbahn. Obwohl sein Gesundheitszustand schlecht war, wurde er im Juli 1945 unter Rudolf Friedrichs Staatssekretär für Verkehrswesen der Landesverwaltung Sachsen (LVS). Er musste diese Stelle nach kurzer Zeit aufgrund seines Gesundheitszustandes aufgeben. Nach einjähriger Genesungszeit wurde er Direktor der Kraftverkehrsgesellschaft in Dresden, doch schlossen sich schon bald Krankenhaus- und Sanatoriumsaufenthalte an. Siegel verstarb im August 1948 in Dresden; seine Urne wurde in den 1950er-Jahren in den Ehrenhain auf dem Heidefriedhof überführt.

## Gedenken
In der DDR trugen zahlreiche Stätten und Kollektive seinen Namen als Ehrennamen. Unter anderen hieß das Berufliche Schulzentrum Turnerstraße in Freiberg von 1979 bis 1991 Kommunale Berufsschule „Bruno Siegel“. Das Sanatorium in Coswig, das heute für Wohnzwecke genutzt wird, hieß zu DDR-Zeiten „Bruno-Siegel-Heim“. In Dresden trug die Liliengasse von 1962 bis 1991 den Namen Bruno-Siegel-Straße.